# Schlappach
Schlappach (oberfränkisch: Schlabboch) ist ein Gemeindeteil der Gemeinde Neudrossenfeld im Landkreis Kulmbach (Oberfranken, Bayern). Schlappach liegt in der Gemarkung Muckenreuth.

## Geographie
Die Einöde liegt am Rande des Limmersdorfer Forstes an einem namenlosen linken Zufluss des Rottelbachs. Ein Anliegerweg führt nach Jöslein (0,5 km östlich).

## Geschichte
Schlappach wurde 1760 erstmals schriftlich erwähnt. Der Ortsname leitet sich von einem Gewässernamen ab, dessen Grundwort Bach und dessen Bestimmungswort slâte (mhd. für Schilfrohr) ist.
Der mittlerweile veraltete Begriff Schlatte, mit dem sowohl das Schilfrohr als auch die Sumpf-Schwertlilie bezeichnet werden konnte, ist in frühneuhochdeutschen Texten noch nachweisbar.
Schlappach gehörte zur Realgemeinde Jöslein. Gegen Ende des 18. Jahrhunderts bestand Schlappach aus 2 Anwesen. Das Hochgericht übte das bayreuthische Stadtvogteiamt Bayreuth aus. Das Hofkastenamt Bayreuth war Grundherr der beiden Häuser.
Von 1797 bis 1810 unterstand der Ort dem Justiz- und Kammeramt Bayreuth. Mit dem Gemeindeedikt wurde Schlappach dem 1811 gebildeten Steuerdistrikt Altenplos und der 1812 gebildeten gleichnamigen Ruralgemeinde zugewiesen. Mit dem Zweiten Gemeindeedikt (1818) wurde der Ort an die neu gebildete Ruralgemeinde Muckenreuth überwiesen. Am 1. Juli 1972 wurde Schlappach im Zuge der Gebietsreform in Bayern nach Neudrossenfeld eingegliedert.

### Einwohnerentwicklung
| Jahr      | 001818 | 001861 | 001871 | 001885 | 001900 | 001925 | 001950 | 001961 | 001970 | 001987 |
| Einwohner | *      | 6      | 9      | 8      | 5      | 10     | 11     | 5      | 4      | 7      |
| Häuser    | *      |        |        | 1      | 1      | 1      | 1      | 1      |        | 2      |
| Quelle    | [ 9 ]  | [ 12 ] | [ 13 ] | [ 14 ] | [ 15 ] | [ 16 ] | [ 17 ] | [ 18 ] | [ 19 ] | [ 1 ]  |

## Religion
Schlappach ist evangelisch-lutherisch geprägt und nach Neudrossenfeld gepfarrt.